# Nollhypotes
En nollhypotes är ett centralt begrepp för hypotesprövning inom statistisk inferens. Nollhypotesen noteras vanligen med {\displaystyle H_{0}}, medan den alternativa hypotesen noteras {\displaystyle H_{a}} eller {\displaystyle H_{1}}. Vid hypotesprövning är man vanligen intresserad av den alternativa hypotesen, men uttrycker oftast resultatet från hypotesprövning om nollhypotesen. Nollhypotesen är den utgångspunkt som man vanligen har då man genomför beräkning av det kritiska värdet och vid bestämmandet av testvariabeln.
I klinisk prövning innebär nollhypotesen att ett preparat saknar egen verkan jämfört med placebo.

## Typer

### Exakt Hypotes
Om en nollhypotes är exakt så innebär det att hypotesen är definierad med ett exakt värde. Till exempel {\displaystyle H_{0}:\mu _{0}=\mu =10}
Då ett dubbelsidigt test görs är nollhypotesen av denna typ. Den alternativa hypotesen har då definitionen {\displaystyle H_{a}:\mu \neq \mu _{0}}

### Sammansatt Hypotes
En sammansatt nollhypotes innebär att hypotesen inkluderar en värdemängd. Till exempel {\displaystyle H_{0}:\mu \leq \mu _{0}=10}. 
Vid ett asymmetriskt test är nollhypotesen sammansatt, och den alternativa hypotesen ({\displaystyle H_{a}}) är komplementet till {\displaystyle H_{0}}.